# Meneses de Campos
Meneses de Campos es una localidad y también un municipio español de la provincia de Palencia en el partido de Frechilla, comunidad autónoma de Castilla y León. Su término limita con Capillas y Castil de Vela al norte, Belmonte al oeste y Palacios al suroeste, Montealegre al sur, Villerías al sureste y Boada al este.

## Geografía
Es un pueblo de la llanura terracampina con una altitud en torno a los 750 m s. n. m. que alcanza su altitud máxima no en lo que se conoce como el pico de Pedro Cuco con 762 metros, sino en las Pedreras, donde la altitud alcanza los 775 metros. Las Pedreras forman el tramo de la frontera entre Meneses, Castil y Belmonte, zona que en otro tiempo, y no tiempo tan lejano, estuvo ocupada por majuelos y viñedos.
Su paisaje es en otoño tierra parda y cielo gris. En el invierno todo se vuelve plomizo. La primavera trae el verdor del campo y el azul del cielo y en el verano todo es dorado y sin apenas un árbol.
Su río es el Anguijón, que ve la luz en el término de Villalba de los Alcores, casi ya en el límite con Montealegre, cerca de la actual carretera que va de La Mudarra, en el pago conocido como La Cocina, junto a los arroyos de la Reguera y el Valle. Una vez comienza su recorrido se encaja entre las laderas de los cerros que constituyen esta zona de Torozos, dibujando un estrecho valle que en otros tiempos fue dedicado a pastizales y a huerta y donde el paso del tiempo nos ha dejado el recuerdo de abundantes molinos que  hablan de la forma que tenían de utilizar la poca agua del río para múltiples fines y, ya en el término de Meneses, el molino llamado de abajo porque antes el río había pasado por arriba.
El río, como todos los terracampinos, llegando el verano, cuando la atmósfera se ve privada de humedad y el cielo de nubes, a no ser algún chaparrón de tormenta, veía mermado su caudal.
Otra cosa muy distinta ocurría en invierno cuando el río se salía, las aguas invadían las tierra de cultivo y llegaban a penetrar en el mismo pueblo. Ello se debía a las intensas precipitaciones atmosféricas de corta duración y debido a que el terreno es de naturaleza compacta y poco permeable apenas absorbía el agua de la lluvia si el temporal se prolongaba algo más de lo debido. La corriente del río, debido a su estrecho cauce, se desparramaba por los campos y a veces llegaba a superar la altura de los numerosos puentes que existían en su recorrido y que en algunos casos eran bastante elevados todos ellos de sillares de piedra de uno o dos ojos.

## Historia
Históricamente Meneses de Campos se remonta a los procesos de repoblación que se dan en la zona entre los siglos X y XI y cuando un grupo de familias provenientes del Valle de Mena, en el norte de Burgos, se aposenta en las riberas del río Aguijón, dando lugar al nacimiento de una serie de aldeas: Puebla de Meneses, Meneses, Palacios de Meneses, Arroyo Meneses, San Cebrián de Meneses, Villalla, Villalimbierno, las llamadas siete villas. Este origen vasco queda atestiguado por la existencia en Meneses, hasta comienzos del siglo XIX, de una ermita dedicada a Nuestra Señora de los Vascones y por el título que lleva la patrona del pueblo Nuestra Señora de Tovar, apelativo originario del valle de Mena.

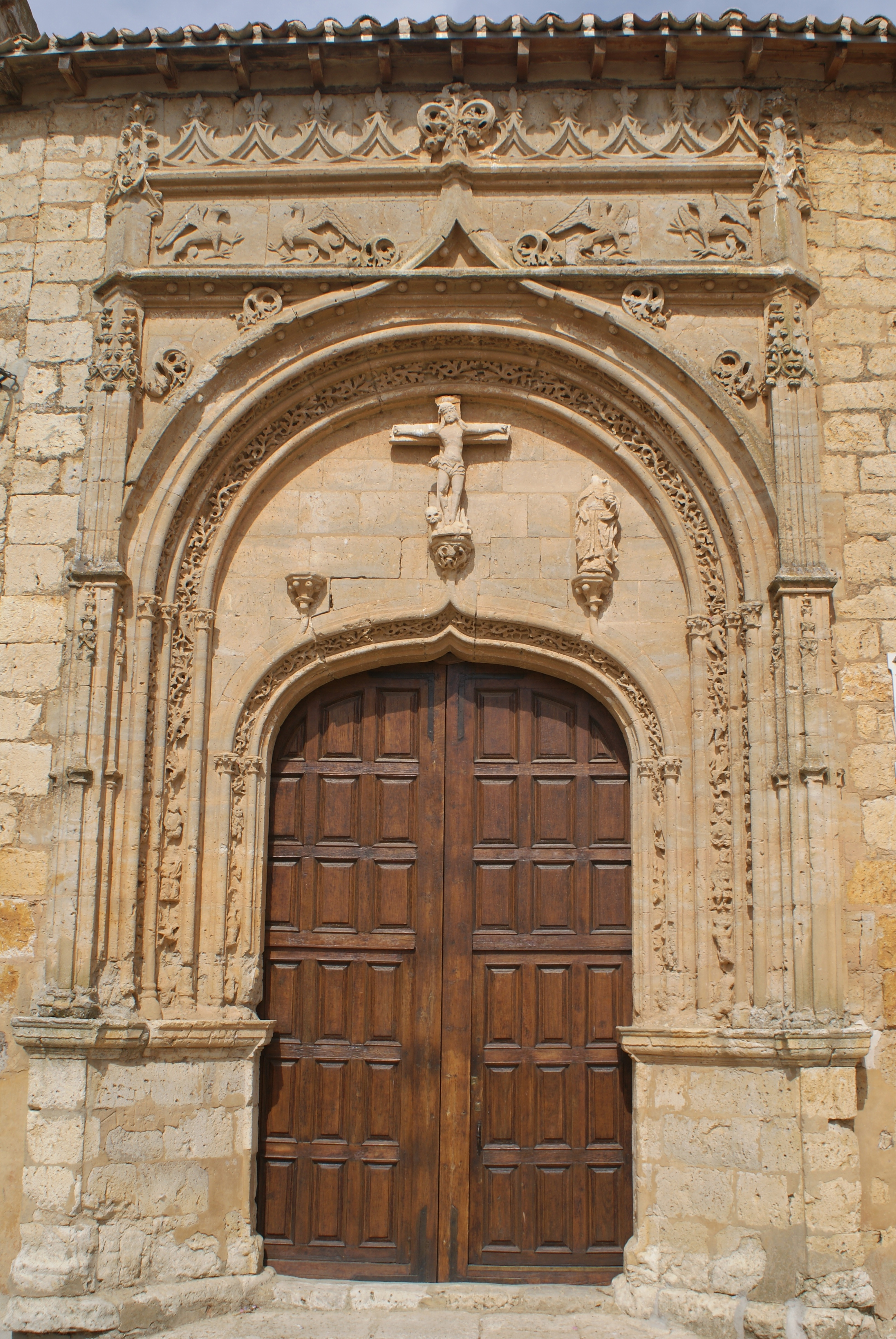
Iglesia de Nuestra Señora del Tovar, en Meneses.

En tiempos medievales y modernos, el pueblo fue señorío de la familia Téllez de Meneses, cuyos miembros más destacados fueron los hermanos Alfonso Téllez de Meneses y Tello Téllez de Meneses, ambos hijos del primer señor de Meneses, Tello Pérez, una de las familias de ricoshombres terracampinos más importantes e influyentes de los siglos XI-XII. La nieta del primero, Mayor Alfonso de Meneses, fue madre de la reina María de Molina (María Alfonso de Meneses). Desde el siglo XIV fue señorío de los Manueles y desde finales del siglo XV de los Guzmán, que recibirán los títulos de Marqués de Montealegre y señor de Meneses.
A la caída del Antiguo Régimen la localidad se constituye en municipio constitucional en el partido de Frechilla, conocido entonces como Meneses y que en el censo de 1842 contaba con 154 hogares y 801 vecinos.

### La comedia de Lope de Vega
Los que más huella sentimental dejaron fueron los Téllez, tal y como reza en una inscripción de la iglesia del lugar:

Si queréis saber quién son 

los de dorados arneses  

hijos de la hija son  

de Ordoño Rey de León  

y del Tello de Meneses

que corresponde a una leyenda que ha pervivido entre los viejos del lugar, la leyenda de la Infanta, recogida por Lope de Vega en una de sus comedias, titulada Los Tellos de Meneses, en la que presenta a una infanta leonesa que, cuando debía ser entregada a los moros en virtud de un tributo de cien doncellas al que se había comprometido el rey Mauregato (como expresión de vasallaje al emir árabe de Córdoba), para evitar ser entregada a los moros, huye de la corte de su padre y busca refugio en un pueblo de Campos, Meneses, donde permanece en el anonimato sirviendo en casa del rico del lugar. Pasado el tiempo, el rey Ordoño llega de cacería al pueblo, siendo hospedado por los Tellos, que le obsequian con una comida. La infanta, que sabía que a su padre le gustaba la tortilla o malasada, prepara una y en su interior introduce su anillo, que el rey la reconoce, perdonándola y dándola por esposa al hijo mayor de don Tello.
Esta leyenda queda perfectamente reflejada y explicada en el libro Historias y leyendas palentinas de F. Roberto Gordaliza Aparicio, editado por Cálamo.
El empuje de los árabes desde el sur y sus continuas correrías y saqueos fueron la causa de que una amplia franja de la meseta norte quedara despoblada, con los cristianos en desbandada hacia la seguridad de las montañas del norte. Es precisamente de esas montañas de donde van a partir los primeros contingentes de repobladores, apoyados y auspiciados después por los Reyes de León y Castilla.
Hasta la llegada de pobladores originarios de Mena, que puede situarse, sin documentación cierta, en torno a los siglos XI o XII, no se tiene noticias de población alguna en la zona donde se asienta el actual pueblo de Meneses, la Tierra de Campos Góticos, es decir los campos de los godos, que dedicaban estas planicies al cultivo de cereales.
Toda la geografía actual de la región está llena de nombre de pueblos que testimonian aquel hecho: Gallegos de Hornija, Báscones de Ojeda, Bercianos de Vidriales por citar solo algunos de los ejemplos más cercanos que dejan constancia del punto de partida de los repobladores y de cómo las gentes del norte fueron asentándose en la meseta a medida que avanzaba la reconquista. A Meneses de Campos vinieron los meneses, habitantes del Valle de Mena que se asentaron en la Tierra de Campos palentina como final del camino que habían emprendido en su escondido valle cantábrico.
Todos los historiadores coinciden en señalar que el Valle de Mena jugó un papel primordial en el nacimiento de la primitiva Castilla, la anterior al Condado y que fue aquí, en el monasterio de Taranco, donde se escribió por primera vez la palabra Castilla. La repoblación, la Reconquista, se inició desde tres valles independientes entre sí. Los valles de Mena, Losa y Ayala fueron el origen de todo el movimiento castellano. Y aquella tierra, que ya tenía un objetivo común en desalojar a los árabes, se llamó Castilla por las fortalezas de Villarcayo, Medina de Pomar, Espinosa de los Monteros, la antigua fortaleza de Castrobarto, Sotoscueva y Tudela que defendían y protegían el núcleo inicial de los tres valles.
El término de Meneses limita con Montealegre de Campos al sur, Villerías de Campos al sureste, Boada al este, Capillas y Castil de Vela al norte, Belmonte de Campos al oeste y Palacios de Campos al suroeste.

## Geografía humana

### Demografía
Cuenta con una población de 101 habitantes (INE 2024).
| Gráfica de evolución demográfica de Meneses de Campos entre 1842 y 2021                                                                                                  |
| |
| Población de derecho según los censos de población del INE. Población de hecho según los censos de población del INE.En estos censos se denominaba Meneses: 1842 y 1857. |

### Economía

#### Evolución de la deuda viva
El concepto de deuda viva contempla solo las deudas con cajas y bancos relativas a créditos financieros, valores de renta fija y préstamos o créditos transferidos a terceros, excluyéndose, por tanto, la deuda comercial.
| Gráfica de evolución de la deuda viva del ayuntamiento entre 2008 y 2014                             |
| |
| Deuda viva del ayuntamiento en miles de Euros según datos del Ministerio de Hacienda y Ad. Públicas. |

La deuda viva municipal por habitante en 2014 ascendía a 172,13 €.